# Mathias Kvistgaarden
Mathias Damm Kvistgaarden (født 15. april 2002) er en dansk fodboldspiller, der spiller for Norwich City F.C..

## Klubkarriere

### Brøndby IF
Kvistgaarden startede med at spille fodbold i IF Skjold Birkerød i hjembyen Birkerød som seksårig, og som 11-årig rykkede han til Lyngby Boldklub. Hans talent som angriber var tydeligt for de fleste, og i en alder af 13 kom han til Brøndby IF, hvor han blev indlemmet i deres talentakademi, Masterclass. Kvistgaarden blev inkluderet på U/19-holdet i sommeren 2019, hvor han scorede ni mål i 14 kampe i U/19 Ligaen.
Kvistgaarden fik sin førsteholdsdebut for Brøndby i en Superligakamp mod AaB den 5. juli 2020, efter angriberne Simon Hedlund og Samuel Mráz meldte afbud på grund af COVID-19-smitte. Han kom på banen i det 73. minut for en skadet Mikael Uhre, men kunne ikke forhindre holdet i at tabe 0–2.